# Alangium chinense
Espèce
Classification APG II (2003)
Répartition géographique
Alangium chinense est un arbre de la famille des Alangiacées en classification classique de Cronquist (1981) ou de la famille des Cornacées en classification AGP II ou AGP III, d'Asie et d'Afrique.
Nom chinois : 八角楓

## Description
Cet arbre peut atteindre 18 m en Chine mais sa taille est souvent plus réduite.
Son feuillage est caduc dans les climats tempérés, mais persistant dans les pays tropicaux.

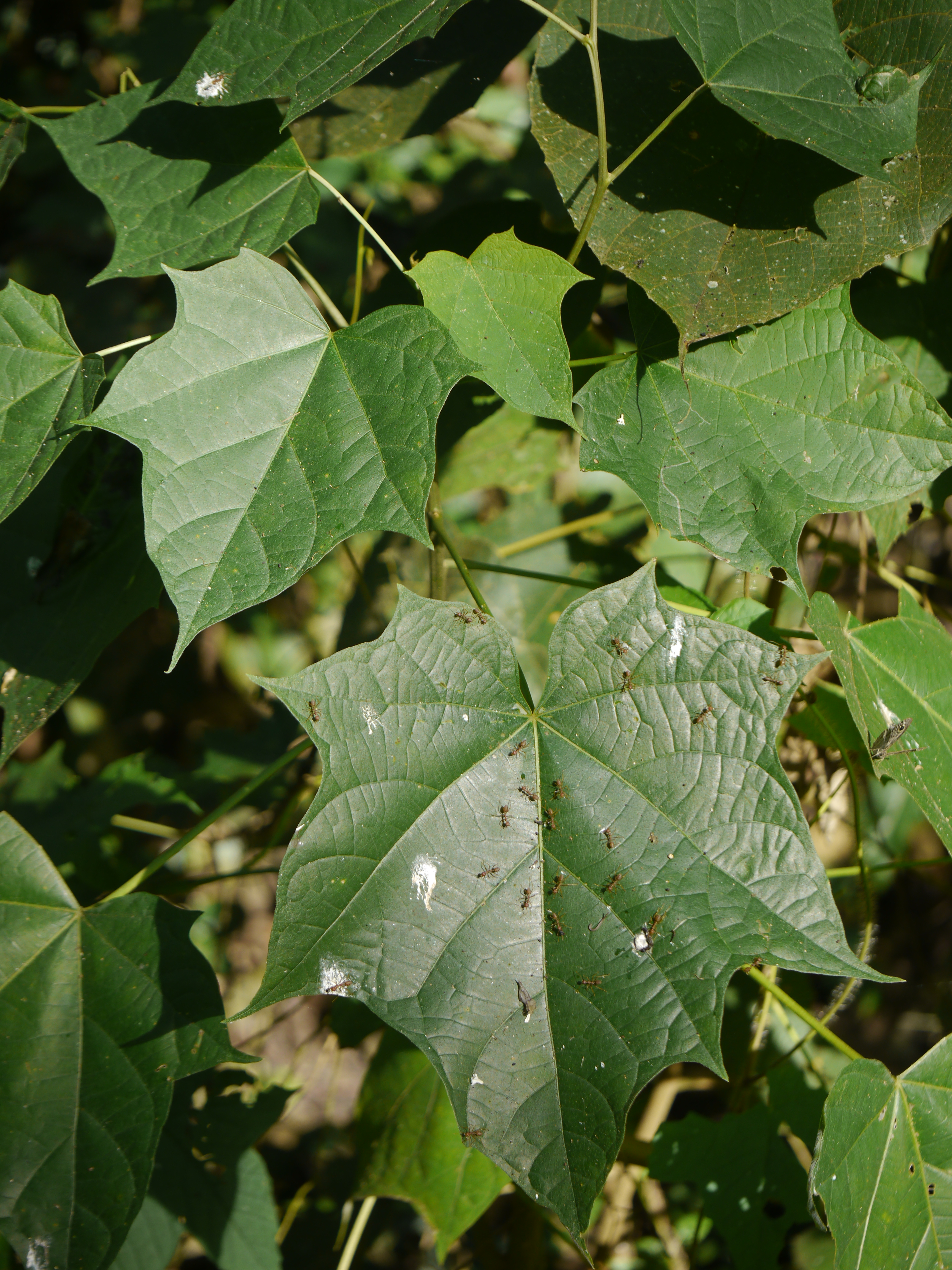
Feuilles d'Alangium chinense.

Les feuilles, entières, de 8-25 cm de long, sont disposées de façon alterne ; le limbe est de forme asymétrique, ovale-elliptique de 15 à 18 cm de long sur 8 à 12 de large, avec de petites pointes encadrant des lobes. Le dessus est vert foncé, le dessous clair.
Les inflorescences sont des cymes corymboïdes, axilliaires, longues de 6 à 8 cm avec 12 à 15 fleurs. Les fleurs sont blanches pubescentes odorantes, longues de 2 cm. Les pétales - généralement au nombre de 6, mais pouvant être jusqu'à 8 - sont lancéolés, longs de 1 à 1,5 cm et  incurvés vers le pédicelle de la fleur. Les étamines, au nombre égal à celui des pétales, sont resserrées le long du style.
Les fruits, ovoïdes à ellipsoïdes, ont 8 à 15 mm de long et sont cotelés.
L'espèce a 2 * 33 chromosomes.

## Taxonomie
On compte quatre sous-espèces :
- Inflorescences à 6 fleurs au plus
  - Feuilles ovales, à base arrondie et bords non découpés : Alangium chinense subsp. pauciflorum
  - Feuilles normalement de forme générale arrondie, à base triangulaire, à 3 à 5 lobes - lancéolés ou subovales - : Alangium chinense subsp. triangulare
- Inflorescences de plus 7 fleurs ou plus
  - Petites branches, pétioles et inflorescences sans poils longs : Alangium chinense subsp. chinense
  - Petites branches, pétioles et inflorescences avec poils longs : Alangium chinense subsp. strigosum

L'index The plant liste (en référence) signale un grand nombre de synonymes :
- Alangium begoniifolium (Roxb.) Baill.
- Alangium kenyense Chiov.
- Alangium octopetalum Hanes ex Blanco
- Alangium platanifolium f. triangulare Wangerin
- Guettarda jasminiflora Blanco
- Karangolum chinense (Lour.) Kuntze
- Marlea affinis Decne.
- Marlea begoniifolia Roxb.
- Marlea chinensis (Lour.) Druce
- Marlea virgata Zoll.
- Stelanthes solitarius Stokes
- Stylidium bauthas Lour. ex B.A.Gomes
- Stylidium begoniifolium (Roxb.) Voigt
- Stylidium chinense Lour.
- Stylis chinensis (Lour.) Poir.

Toute cette synonymie est affectée d'un faible taux de confiance alors que ce dernier devrait être élevé au moins pour tous les synonymes issus du basionyme de João de Loureiro (Stylidium chinense).

## Habitat et répartition
Alangium chinense est une essence forestière ; elle se plaît dans un sol bien drainé, et apprécie une exposition ensoleillée ou de demi-ombre.
Cette espèce a une aire de répartition étendue : Asie tempérée et tropicale (Chine, Népal, Inde, Pakistan), Asie du Sud-est (Cambodge, Laos, Vietnam, Myanmar, Thaïlande), Java, Afrique centrale  et du sud  (Kenya, Tanzanie, Ouganda, Cameroun, Guinée équatoriale, Rwanda, Burundi, Congo, Angola).

## Utilisation
Un usage ornemental de cet arbre se développe en France pour sa floraison estivale parfumée et sa bonne rusticité.
Un usage local en menuiserie et bois d'œuvre est possible mais sa croissance lente ne destine pas cette essence à une exploitation sylvicole.
L'huile des graines peut être extraite et utilisée pour l'éclairage.
Ses racines sont utilisées en pharmacopée chinoise traditionnelle. Alangium chinense fait partie des 50 plantes fondamentales de l'herbologie chinoise.

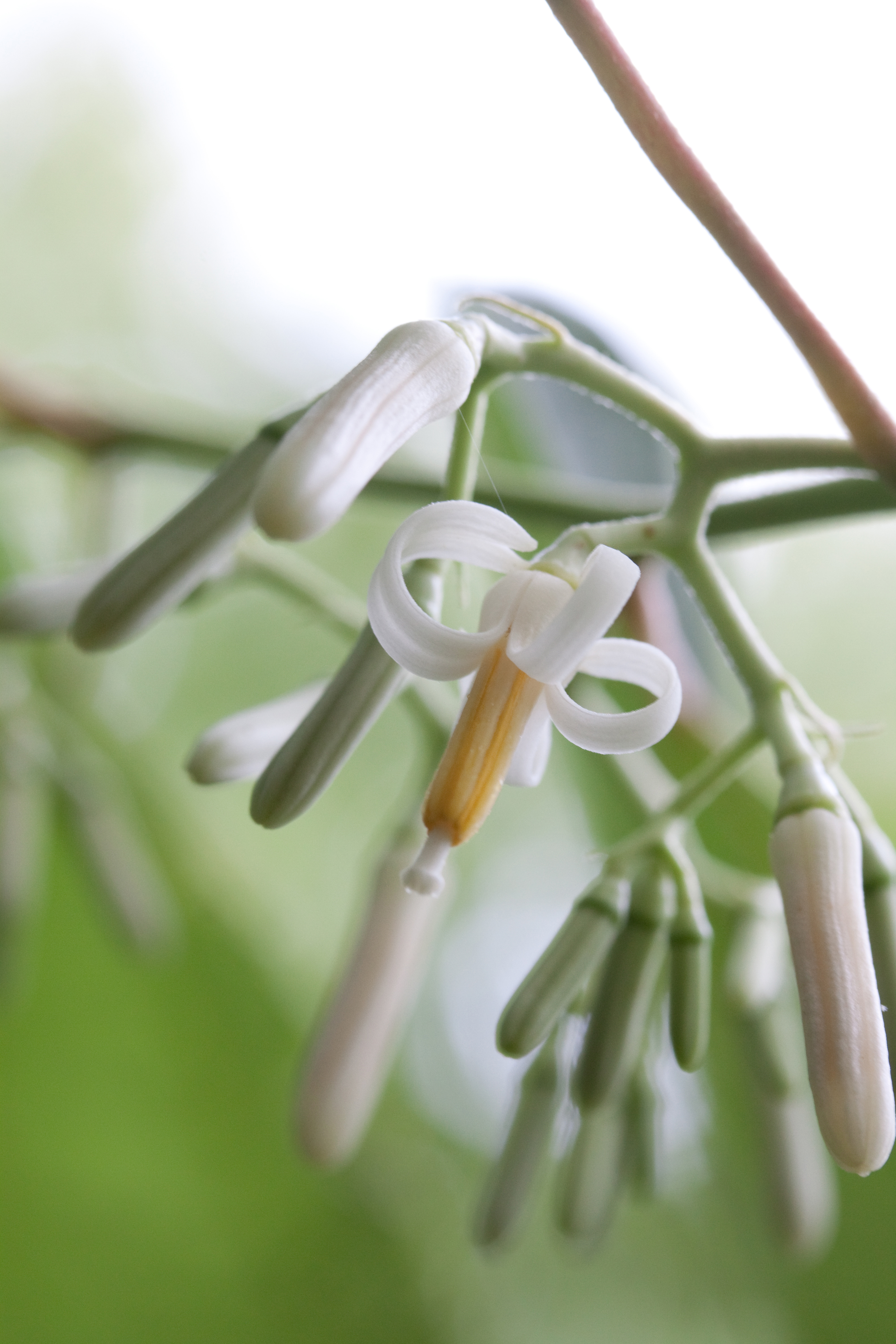
Fleurs
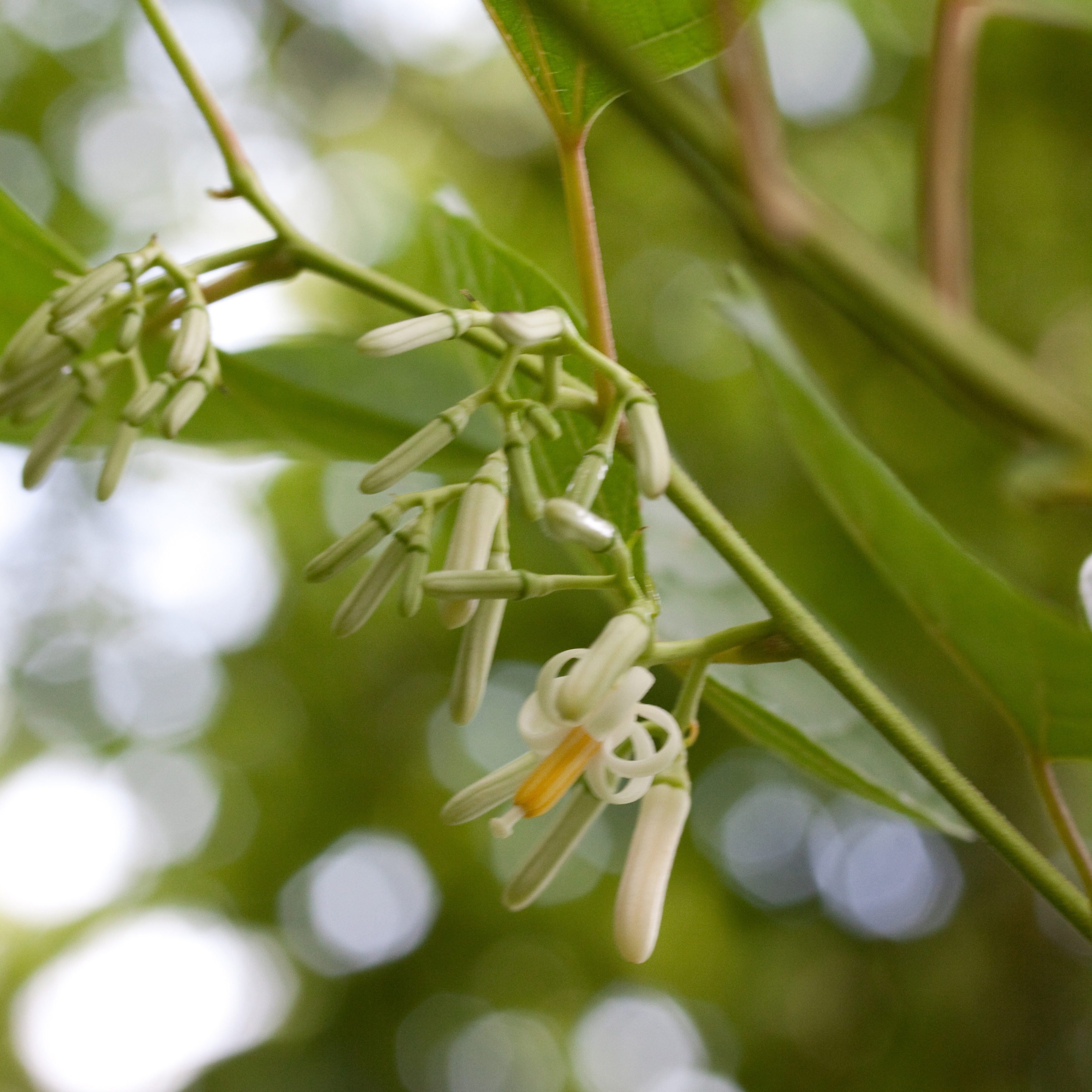
Fleurs
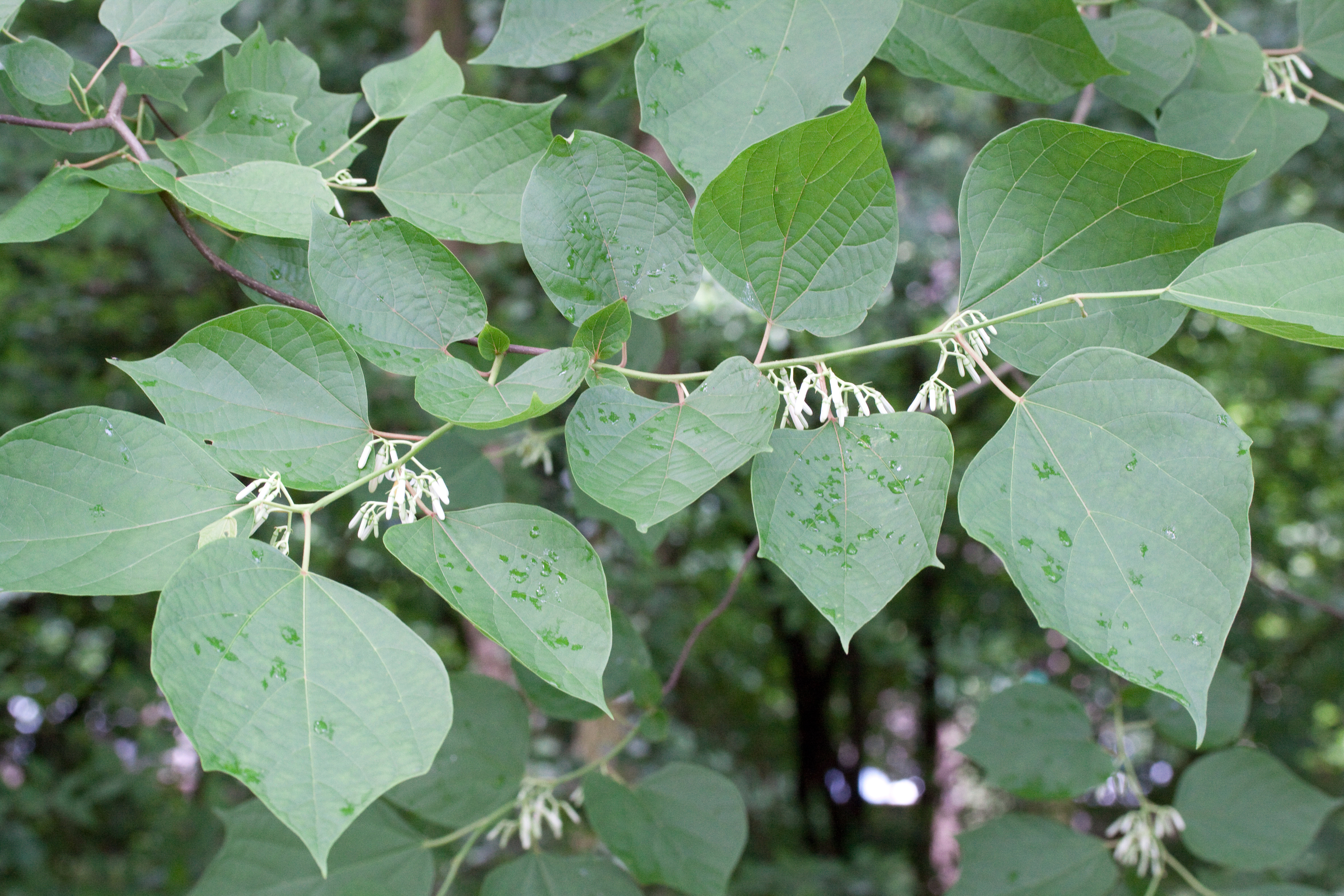
Floraison
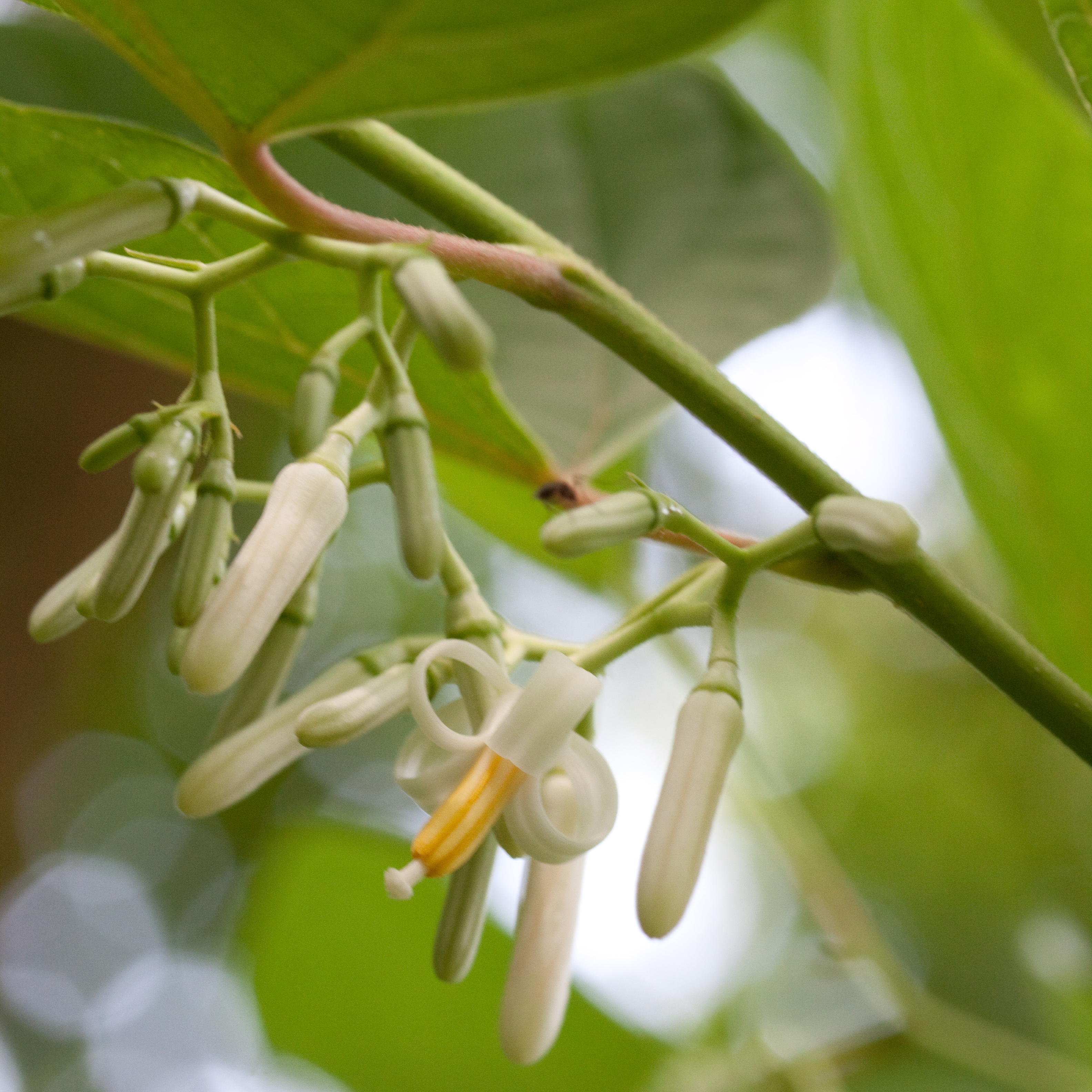
Fleurs